# Instrument de so determinat
Un instrument de so determinat (també es pot dir percussió afinada) és aquell que produeix notes concretes i determinades. Tot i que aquesta facultat es dona en la immensa majoria d'instruments, aquesta denominació només s'aplica als instruments idiòfons i membranòfons percudits o fregats. És el cas del xilòfon, la marimba o -entre els membranòfons- les timbales
Una de les formes més habituals de classificar els instruments de percussió és, precisament en instruments de so indeterminat i de so determinat.
els instruments determinats són aquells que produixen notes com do, re, mi, fa, sol, la... Els instruments determinats són la gran majoria d'instruments.